# St. Konrad und Elisabeth (Freiburg im Breisgau)
Koordinaten: 48° 0′ 31,47″ N, 7° 50′ 58,5″ O

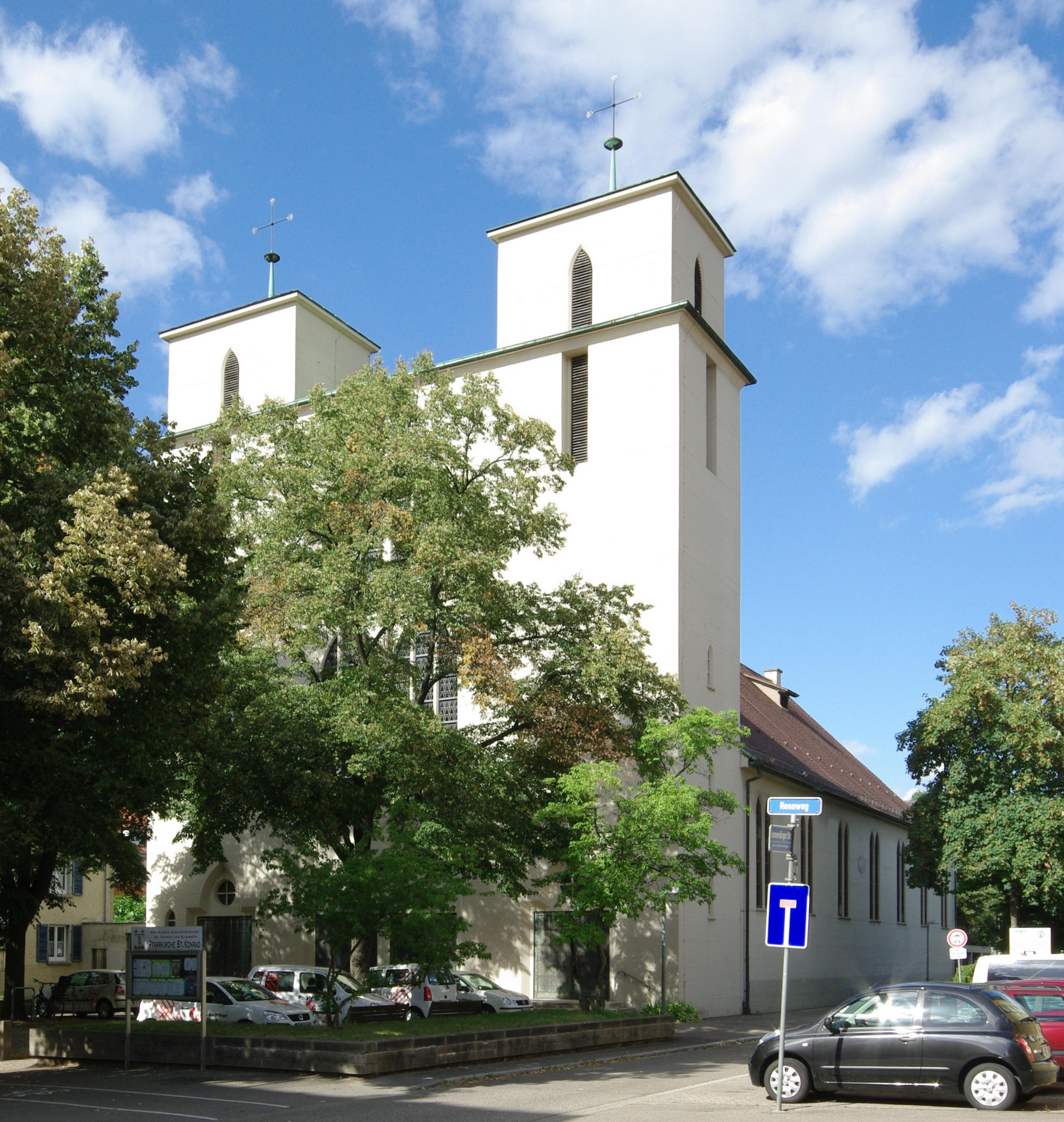
Der Blick auf die Kirche

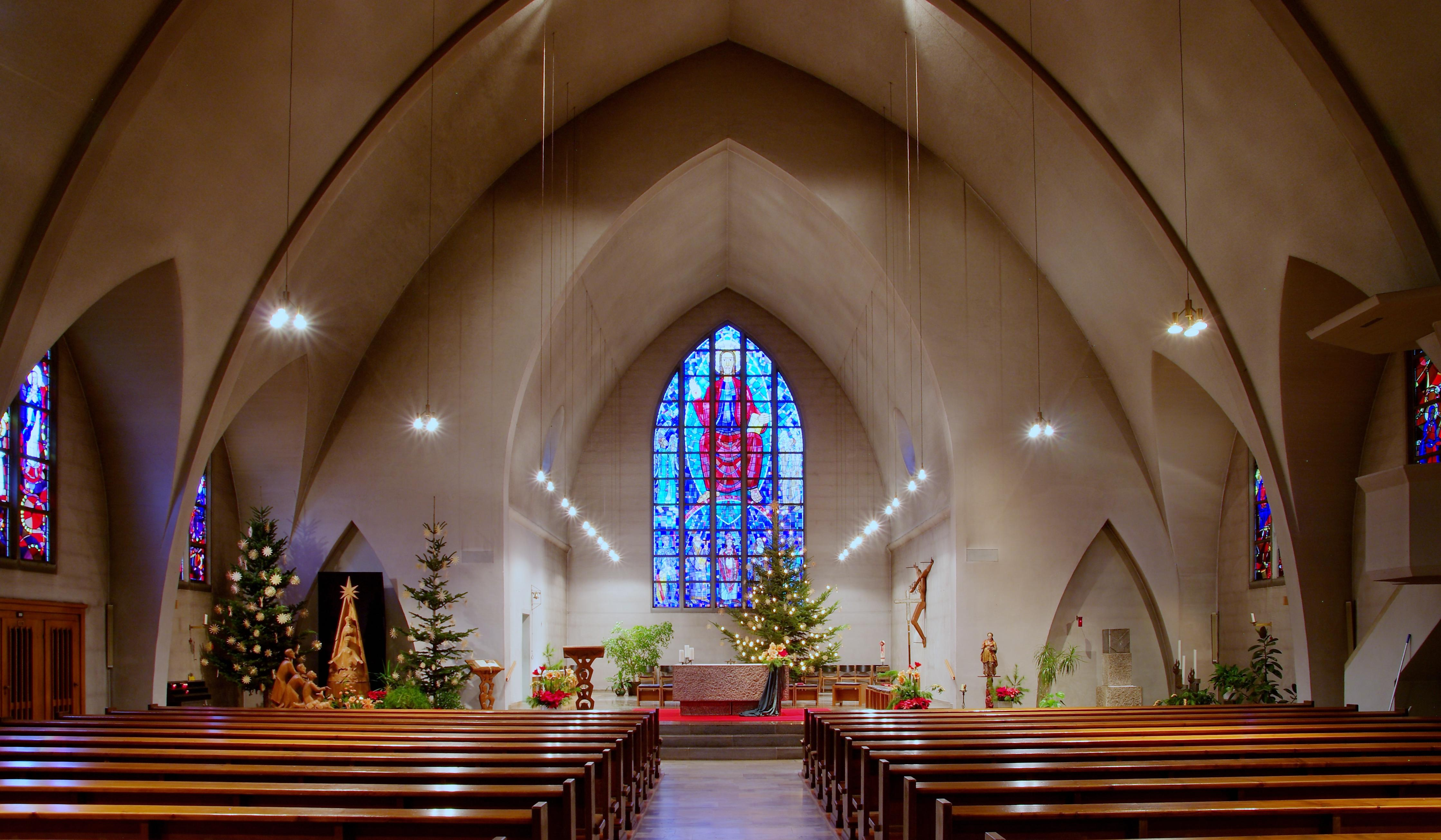
Der Innenraum

St. Konrad und Elisabeth ist eine römisch-katholische Kirche im Freiburger Ortsteil Brühl.

## Geschichte
Errichtet wurde sie nach Plänen des Architekten Carl Anton Meckel vom Freiburger Bauunternehmen Brenzinger & Cie. als eine der ersten Kirchen in reinem Sichtbetonbau. Das Modell des Eisenbetonbaus steht im Deutschen Museum München. Die Weihe erfolgte 1930 durch Erzbischof Karl Fritz.
Die Kirche wurde am 27. November 1944 durch einen Fliegerangriff stark beschädigt. Durch den Wiederaufbau in den 1950er Jahren und die nachfolgende Renovierung erhielt sie ihr heutiges Aussehen.
Bis 2006 war das Patronat der heilige Bischof Konrad von Konstanz. Nach der Vereinigung der Gemeinden St. Elisabeth  und St. Konrad und Aufgabe der benachbarten Kirche St. Elisabeth wurde das Patronat um die Heilige Elisabeth von Thüringen erweitert. Im Zuge einer Renovierung von Ende 2013 bis Anfang 2014 wurde in einem ehemaligen Beichtstuhl eine Nische für die Statue der heiligen Elisabeth geschaffen.

## Ausstattung

### Fenster
Das Chorfenster wurde von Freiburger Künstler Rainer Dorwarth gestaltet. Es zeigt einen thronenden Christus innerhalb einer Mandorla flankiert von zwei Engeln. Unter ihm stehen fünf Heilige und Selige: Bernhard von Baden, Petrus Canisius, Konrad, Therese von Lisieux und Josef von Nazaret.
Die 14 Seitenfenster stammen vom Villinger Künstler Paul Hirt und stellen die Rosenkranzgeheimnisse dar. Sie beginnen vorne rechts mit fünf in Rottönen gehaltenen Fenstern zu den freudenreichen Geheimnissen. Die vier Fenster zu den schmerzhaften Geheimnissen sind in Blau gestaltet, Kreuztragung und Kreuzigung sind dabei in einem Fenster dargestellt. Die fünf letzten Fenster zu den glorreichen Geheimnissen verwenden wiederum Rot als Hauptfarbe.

### Glocken
Das Geläut besteht aus vier Bronze-Glocken, die der Meister Friedrich Wilhelm Schilling 1957 in Heidelberg gegossen hat. Die größte befindet sich im Ostturm, die anderen hängen im Westturm.
| Nr. | Schlagton | Gewicht | Durchmesser |
| --- | --------- | ------- | ----------- |
| 1   | es’±0     | 1897 kg | 1406 mm     |
| 2   | ges’+2    | 1075 kg | 1166 mm     |
| 3   | as’±0     | 0738 kg | 1031 mm     |
| 4   | b’±0      | 0497 kg | 0922 mm     |

### Labyrinth
Eine Besonderheit ist das begehbare Labyrinth im Chorraum mit sieben Umgängen, das dem Labyrinth in San Vitale, Ravenna entspricht. Die Mitte und die Wendepunkte des Labyrinths sind mit polierten Platten markiert. In der Draufsicht wird durch diese Platten ein Kreuz dargestellt. Durch die geschickte Anbringung spiegelt sich in den dunklen Platten der Christus aus dem Chorfenster.